# カリプソ (音楽)

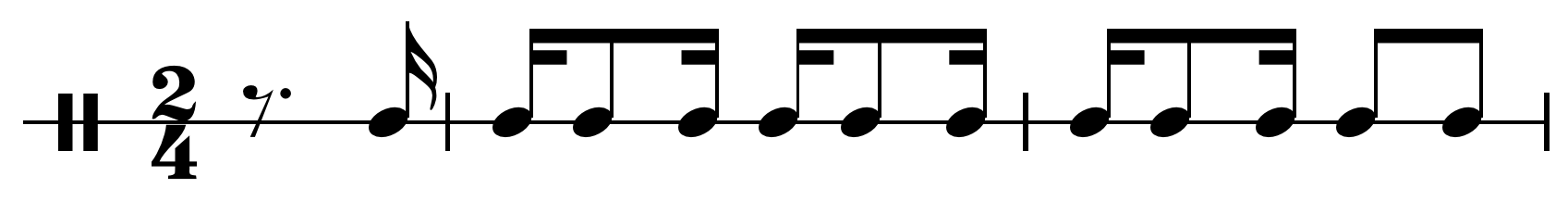
カリプソのリズム

カリプソ (calypso) は、20世紀に始まったカリブ海の音楽のスタイルのひとつである。イギリス領、フランス領のカリブの島々、特にトリニダード・トバゴのカーニバルで発達した音楽ジャンルである。リズムは4分の2拍子。カリブ圏内においてはもっとも波及した音楽の一つであり、レゲエのルーツの一つであるとも言われている。

## 歴史
アフリカ人奴隷たちがお互いに言葉が通じず、音楽でコミュニケーションをしたのが始まりである。トリニダードの宗主国がフランス、スペイン、イギリスと代わっても、これによってアフリカ人奴隷は連帯感を強めた。特に1834年の奴隷制度の廃止後に、黒人はカーニバルへの参加を認められ、そこで行進用音楽として演奏された。カーニバルでのカリプソ競争は白熱し、音楽的にはさらに成長した。
テレビもラジオもない100年以上も前から、カリプソは島にニュースを広げる方法として発展し、多くの島民がカリプソを最も信頼できる情報源であると考えた。カリプソの歌詞は、島の生活に関連するあらゆる話題をニュースにしていたため、カリプソニアンたちは、政治腐敗に対してもはっきりと歌い、言論の自由を押し進めた。結局イギリス当局は検閲を実施したが、それでもカリプソはなくならなかった。検閲が厳しくなるほど、比喩や暗喩を用いたり、批判の視点も鋭くなっていったためである。このようなカリプソの歌詞の攻撃的な批判性をピコン(picong)と言う。
1914年、最初のカリプソが録音がされた時は、カリプソの黄金時代と呼ばれている。1920年代には、カーニバルでのカリプソ競争はさらに白熱し、「カリプソ・テント」と呼ばれる仮設ステージが設けられ、ここで数多くのカリプソニアン達が歌を競い、新しいリズムを次々と生み出した。現在もトリニダード・カーニバルでのカリプソ・テントは残っている。
1930年代後半、アッティラ・ザ・フン(Attila the Hun)、ロアリング・ライオン(Roaring Lion)、ロード・インベーダー(Lord Invader)らがカリプソ歌手として世界中に知られるようになった。カリプソニアンの名前がこのように派手なものが多いのは、カリプソ・テントにおいて、自分がどれだけすごいかを誇示したり、相手をこき下ろしたりする過激な内容の歌詞で歌われたためだ。

## 戦後のカリプソ
1940年代後半、第二次世界大戦終了後、多くのカリビアンが職を求めて国外に出た。イギリス領であったトリニダード人はイギリスに向かったのだが、ロード・キチナー(Lord Kitchener)もその一人だった。彼はイギリスのカリビアンのコミュニティで絶大な人気を誇り、1950年代にはイギリスでもカリプソブームが起る。ロード・キチナーは、2000年に亡くなるまでヒット作を量産した。
最もよく知られているカリプソの曲は、伝統的なジャマイカのメントソング「バナナ・ボート」である。この曲は1956年のジャマイカ系アメリカ人のハリー・ベラフォンテ(Harry Belafonte)の歌で知られる。カリプソ風にアレンジされ、100万枚以上のセールスを記録する。
また、1956年はグレナダ出身のマイティ・スパロウ(Mighty Sparrow)も「ジーンとダイナ」という曲でデビューして、国際的なヒットとなる。彼は「ケネディ・アンド・クルシュセフ（フルシチョフ）」「マーティン・ルーサー・キング」「カストロ・イーティング・バナナ」「ザ・スレイヴ」などの政治的なカリプソも歌った。また、カーニバルの行進に使用されるような伴奏曲であったカリプソを、よりシンプルで力のあるリズムにして、それにソウルフルな歌声を乗せた。彼の登場もあって、1962年のトリニダード独立以降は、カーニバルも派手なものになり、演奏されるカリプソもダンサブルなものに変化した。
1970年代半ば、女性はカリプソの男性志向の分野に参入した。カリプソ・ローズは、1977年のトリニダード・ロード・マーチ・コンペティションで「Gimme More Tempo」という曲で女性として初めて優勝した。翌年の「Come Leh We Jam」では、女性として初めての「Calypso King」コンペティションで優勝。コンペティションのタイトルは、彼女に敬意を表してカリプソモナークに変更された。カリプソのスタイルがよりダンサブルな傾向を増してきたのは、マイティ・スパロウの登場が大きく寄与している。一方で、第二次世界大戦で大量に放置されたドラム缶を用いたスティールパンが登場し、より大規模なスティール・バンドが活躍しはじめたのも時期を同じくしている。さらに1970年代には、ドラムマシンやシンセサイザーが導入された。これらの要因によって、1980年代のソカ（ソウルとカリプソを合わせた言葉）への道筋が作られた、と考えられる。